# Lijst van spelers van AZ (mannen)
Dit is een lijst van voetballers die minimaal één officiële wedstrijd hebben gespeeld in het eerste elftal van de Nederlandse betaaldvoetbalclub AZ of AZ '67.

## Club van 100
- 1  Michael Buskermolen (1990–2006) 470 (67)
- 2  Kees Kist (1972–1982, 1984–1986) 441 (259)
- 3  Barry Opdam (1996–2008) 416 (19)
- 4  Peter Wijker (1993–2004) 368 (21)
- 5  Kristen Nygaard (1972–1982) 363 (104)
- 6  Peter Arntz (1976–1986) 344 (16)
- 7  Dennis den Turk (1988–1999) 336 (51)
- 8  Theo Vonk (1967–1978) 306 (11)
- 9  Hugo Hovenkamp (1975–1983) 304 (21)
- 9  Ronald Spelbos (1974–1982) 304 (12)
- 11  Barry van Galen (1997–2006) 301 (79)
- 12  Pier Tol (1978–1988) 294 (108)
- 13  Gerrit Vooys (1969–1980) 264 (0)
- 14  John Metgod (1976–1982) 249 (37)
- 15  Siem Tijm (1960–1963, 1965–1972) 245 (73)
- 16  Jan Visser (1960–1971) 242 (8)
- 17  Gerard Vredenburg (1966–1975) 239 (50)
- 18  Maarten Martens (2006–2014) 223 (50)
- 19   Pantelis Hatzidiakos (2015–2023) 213 (6)
- 20  Eddy Treijtel (1979–1985) 211 (0)
- 21  Oscar Moens (1996–2003) 210 (0)
- 22  Tim de Cler (2002–2007) 208 (8)
- 23  Bob van Rijssel (1963–1973) 206 (42)
- 24  Martin van Ophuizen (1988–1995) 202 (11)
- 24  Kenneth Pérez (1999–2006) 202 (59)
- 26  Hans Mol (1970–1977) 199 (7)
- 27  Yukinari Sugawara (2019–2024) 198 (14)
- 28  Fredrik Midtsjø (2017–2022) 195 (7)
- 29  Henk van Rijnsoever (1974–1982) 194 (13)
- 30   José Fortes Rodriguez (1994–2005) 192 (5)
- 31  Richard van der Meer (1978–1985) 191 (4)
- 32  Dani de Wit (2019-2024) 188 (46)
- 33  Robin Nelisse (2000–2005) 186 (61)
- 34  Hans Reijnders (1978–1986) 184 (0)
- 35  Kew Jaliens (2004–2010) 182 (9)
- 36  Wim de Jager (1967–1974) 179 (28)
- 37  Jan Peters (1977–1982) 178 (49)
- 38  John Mutsaers (1994–2000) 177 (57)
- 39  Mattias Johansson (2012–2017) 175 (6)
- 40  Simon Poulsen (2008–2012) (2013–2015) 174 (9)
- 41  Marco Ruitenbeek (1991–1997) 172 (0)
- 42  Jan van Veen (1967–1972) 172 (9)
- 43  Silvan Inia (1991–1997) 171 (15)
- 44  Celso Ortíz (2009–2016) 170 (5)
- 45  Dick Twisk (1967–1975) 170 (18)
- 46  Mark Snijders (1989–1998) 167 (4)
- 47  Henk Timmer (2000–2006) 167 (0)
- 48  Henk Tijm (1958–1961, 1965–1969) 166 (6)
- 49  Marco Bizot (2017–2021) 164 (0)
- 50  Hans de Koning (1978–1988) 157 (0)
- 51  Jan Kromkamp (2000–2005) 157 (7)
- 52  Teun Koopmeiners (2017–2021) 154 (43)
- 53  Jonas Svensson (2017–2021) 152 (7)
- 54  Markus Henriksen (2012–2016) 145 (33)
- 55  Owen Wijndal (2017–2022) 142 (4)
- 56  Stijn Wuytens (2016–2020) 143 (6)
- 57  Esteban Alvarado Brown (2010–2015) 138 (0)
- 58  Vangelis Pavlidis (2021-2024) 137 (80)
- 59  Max Huiberts (1996–2003) 136 (47)
- 59  Ron Vlaar (2004–2006, 2015–2021) 136 (6)
- 61  Roelf-Jan Tiktak (1982–1985, 1986–1990) 135 (22)
- 62  Ferry Stroes (1987–1993) 130 (2)
- 62  Ruud Suurendonk (1972–1976) 130 (8)
- 64  Stijn Schaars (2005–2011) 129 (7)
- 65  Tijjani Reijnders (2018–2023) 128 (13)
- 66  Dirk Marcellis (2010–2014) 127 (1)
- 67  Jos Jonker (1980–1983) 125 (19)
- 68  Jesper Karlsson (2020–2023) 124 (46)
- 69  Adam Maher (2010–2013, 2018–2019) 123 (24)
- 70   Dries Boussatta (1998–2002) 122 (10)
- 70  Jeffrey Gouweleeuw (2013–2016) 122 (9)
- 70  Johann Berg Gudmundsson (2010–2014) 122 (9)
- 70  John Roos (1987–1991) 122 (15)
- 74  Martijn Meerdink (2002–2007) 121 (24)
- 75  Stein Huysegems (2003–2006) 120 (24)
- 76   Dabney dos Santos (2014–2018) 119 (13)
- 76  Demy de Zeeuw (2005–2009) 119 (15)
- 78  Mousa Dembélé (2006–2010) 118 (30)
- 78  Werner Kooistra (1988–1993) 118 (0)
- 78  Michel Vonk (1986–1990) 118 (9)
- 81  Joris van Overeem (2013–2018) 117 (14)
- 81  René Panhuis (1991–1995) 117 (4)
- 83  Eric te Paske (1985–1987, 1990–1994) 115 (8)
- 84  Alireza Jahanbakhsh (2015–2018) 114 (38)
- 85  Calvin Stengs (2016–2021) 113 (24)
- 86   Ali El Khattabi (2001–2005) 111 (37)
- 86  Viktor Elm (2012–2015) 111 (12)
- 86   Ridgeciano Haps (2013–2017) 111 (5)
- 86  Niklas Moisander (2008–2012) 111 (3)
- 90  Ruud Heus (1982–1986, 1996–1997) 110 (5)
- 90  Thomas Ouwejan (2015–2020) 110 (3)
- 90  Mats Seuntjens (2016–2019) 110 (11)
- 90  Nick Viergever (2010–2014) 110 (5)
- 94  Ruud Kool (1988–1991) 108 (8)
- 95  Chris Dekker (1968–1970) 106 (13)
- 96  Fernando Ricksen (1997–2000) 105 (12)
- 97  Abdelkrim El Hadrioui (1999–2002) 103 (4)
- 98  Flip Stapper (1969–1974) 101 (2)
- 98  Edwin Vork (1990–1994) 101 (22)
- 100  Marco Holster (1993–1996) 100 (19)
- 101  Joop Wildbret (1973–1976) 100 (3)

Lijst van spelers met honderd duels of meer voor AZ. Nog actieve spelers staan nog niet in de lijst.

## A
- Zakaria Aboukhlal (2019–2022) 88 (12)
- Jayden Addai (2023-heden)
- Kemy Agustien (2007–2008) 31 (2)
- Jozy Altidore (2011–2013) 67 (38)
- Hamisi Amani-Dove (1996–1998) 22 (2)
- Frank Amankwah (1997–1999) 5 (0)
- Taoufik Ameziane (1998–2000) 2 (0)
- Djavan Anderson (2014–2015) 1 (0)
- Ype Anema (1980–1983) 29 (0)
- Ariclenes (Ari) da Silva Ferreira (2007–2010) 56 (18)
- Peter Arntz (1976–1986) 344 (16)
- Sjota Arveladze (2005–2007) 89 (48)
- Bernard Aryee (1994–1995) 8 (2)
- Denni Avdić (2013–2015) 19 (2)

## B
- René Baars (1986–1988) 8 (0)
- Hans Bakker (1991–1992) 17 (0)
- Johan Baltus (1985–1990) 41 (3)
- Abe van den Ban (1970–1972) 46 (2)
- Yusuf Barasi (2020–2023) 22 (2)
- Riechedly Bazoer (2022-2024) 68 (0)
- Rik Beekman (1996–2000) 1 (0)
- John Beelen (1991–1994) 15 (1)
- Mariën Beenders (1969–1971) 5 (0)
- Roy Beerens (2011–2014) 88 (13)
- Piet Beets (1967–1968) 26 (11)
- Iliass Bel Hassani (2016–2019) 45 (3)
- Kristijan Belić (2024-heden)
- Charlison Benschop (2010–2012) 43 (6)
- Steven Berghuis (2012–2015) 92 (21)
- Peter van den Berg (1997–2000) 66 (1)
- Jan van de Bergen (1990–1991) 6 (1)
- Léon Bergsma (2018–2020) 3 (0)
- Jorn Berkhout (2021–heden)
- Sam Beukema (2021–2023) 81 (6)
- Marco Bizot (2017–2021) 164 (0)
- Bert Blauw (1972–1973) 14 (0)
- Ron Blok (1983–1984) 1 (0)
- Myron Boadu (2018–2021) 88 (38)
- Krzysztof Bociek (1996–1997) 22 (5)
- Leo de Boer (1990–1992) 2 (0)
- Rody de Boer (2019–2021) 2 (0)
- Ruben van Bommel (2023-heden)
- John Bosman (1999–2002) 77 (29)
- Elbekay Bouchiba (1998–2001) 51 (1)
- Nourdin Boukhari (2007) 21 (3)
- Dries Boussatta (1998–2002) 122 (10)
- Ruud Boymans (2011–2013) 11 (1)
- Myron van Brederode (2022-heden)
- Rajko Brežančić (2015–2016) 8 (1)
- Tonny Bruins Slot (1968–1969) 5 (1)
- Job Bulters (2006–2007) 4 (0)
- John Burke (1968–1970) 6 (0)
- Michael Buskermolen (1990–2006) 470 (67)
- Zico Buurmeester (2021–heden)

## C
- Canigia (1998–2003) 23 (1)
- Marc Castelijn (1984–1988) 93 (2)
- Jordy Clasie (2019–heden)
- Tim de Cler (2002–2007) 208 (8)
- Phillip Cocu (1988–1990) 53 (9)
- Rini Coolen (1994–1996) 29 (0)
- Gino Coutinho (2015–2018) 11 (0)
- Ulrich Cruden (1986–1987) 8 (1)
- Alair Cruz Vicente (2001–2004) 8 (0)
- Simon Cziommer (2006–2008) 56 (17)

## D
- Ro-Zangelo Daal (2024-heden)
- Robert van Dam (1993–1994, 1995–1996) 98 (25)
- Winston Daniels (1991–1992) 88 (2)
- Tiago Dantas (2023-2024) 26 (1)
- Rudy Das (1987–1988) 6 (0)
- Bennie Dekker (1994–1995) 19 (2)
- Chris Dekker (1968–1970) 106 (13)
- Maxim Dekker (2022–heden)
- Siem Jan Dekker (1971–1972) 3 (0)
- Mousa Dembélé (2006–2010) 118 (30)
- Rob Dettmer (1970–1972) 2 (0)
- Jamal Dibi (2000–2002, 2003–2004) 55 (10)
- Joey Didulica (2006–2011) 29 (0)
- Patrick van Diemen (1993–1994) 29 (6)
- Elijah Dijkstra (2024–heden)
- Sieb Dijkstra (1989–1990) 11 (0)
- Gerrie Doesburg (1972–1973) 19 (0)
- Michel Doesburg (1996–1998) 60 (2)
- Wim van Dongen (1978–1980) 27 (0)
- Ryan Donk (2006–2008) 59 (1)
- Melvin Donleben (1994–1996, 1997–1998) 17 (0)
- Gert-Jan Duif (1990–1992) 74 (14)
- Jelle Duin (2021–2023) 7 (0)
- Chris van den Dungen (1980–1981) 14 (0)
- Ferdy Druijf (2018–2022) 40 (6)
- Sem van Duijn (2025–heden)
- Kenan Durmuşoğlu (1994–2000) 99 (8)

## E
- Lee-Roy Echteld (1998) 11 (2)
- Henny van Egdom (1967–1968) 16 (5)
- Henrik Eigenbrod (1982–1984) 41 (2)
- Rens van Eijden (2016–2018) 40 (0)
- Hans van Eikeren (1968–1969) 16 (2)
- Ali El Khattabi (2001–2005) 111 (37)
- Rasmus Elm (2009–2012) 83 (18)
- Viktor Elm (2012–2015) 111 (12)
- Hendrik-Jan Engel (1972–1973) 1 (0)
- Dick-Jan Ente (1986–1987) 11 (0)
- Esteban Alvarado Brown (2010–2015) 138 (0)
- Gonçalo Esteves (2024) 1 (0)
- Håkon Evjen (2020–2023) 67 (7)

## F
- Erik Falkenburg (2010–2014) 45 (10)
- Juan Familia-Castillo (2020) 1 (0)
- Youssef Fertout (1998–2001) 56 (14)
- Fred Filippo (1977–1985) 94 (2)
- José Fortes Rodriguez (1994–2005) 192 (5)
- Wolfgang Frank (1973–1974) 28 (6)
- Fred Friday (2016–2020) 44 (9)

## G
- Louis van Gaal (1986–1987) 19 (0)
- Jan Gaasbeek (1980–1985) 90 (14)
- Barry van Galen (1997–2006) 301 (79)
- Levi Garcia (2015−2018) 30 (2)
- Frank van der Geest (1993–1995) 4 (0)
- Niels Gerestein (1995–1997) 20 (0)
- Maurice Gijzen (1996–1998) 10 (0)
- Hans Gillhaus (1996–1998) 12 (1)
- Fahad Al-Ghesheyan (1998) 9 (0)
- Aad Goedhart (1974–1976) 21 (3)
- Wouter Goes (2023-heden)
- Donny Gorter (2012–2015) 34 (1)
- Kenneth Goudmijn (1990–1991, 1995–1997) 63 (5)
- Kenzo Goudmijn (2019–2024) 20 (0)
- Jeffrey Gouweleeuw (2013–2016) 122 (9)
- Richard Goulooze (1986–1989) 74 (3)
- Jaan de Graaf (1978–1980) 52 (20)
- Henk Grim (1988–1989) 17 (6)
- Henk Groot (1988–1990) 61 (20)
- Peter Groot (1975–1976) 2 (0)
- Nemanja Gudelj (2013–2015) 65 (17)
- Joey Guðjónsson (2006) 7 (0)
- Albert Gudmundsson (2018-2022) 98 (24)
- Johann Berg Gudmundsson (2010–2014) 122 (9)
- Cees Guijt (1985–1987) 41 (1)
- Maxim Gullit (2020–2021) 1 (0)
- Aron Gunnarsson (2007–2008) 1 (0)

## H
- Martin Haar (1983–1986) 96 (7)
- Fons van Haastrecht (1986–1989) 55 (2)
- Winston Haatrecht (1985–1986) 11 (0)
- Abdelkrim El Hadrioui (1999–2002) 103 (4)
- Siegfried Haltman (1968–1969) 4 (0)
- Maurice van Ham (1985–1990) 95 (13)
- Mounir El Hamdaoui (2007–2010, 2015–2016) 88 (51)
- Willem van Hanegem (1976–1979) 92 (13)
- Ridgeciano Haps (2013–2017) 111 (5)
- Carlos Hasselbaink (1990–1992) 26 (2)
- Jimmy Floyd Hasselbaink (1991–1993) 37 (2)
- Pantelis Hatzidiakos (2015–2023) 213 (6)
- Thom Haye (2013–2016) 73 (2)
- Erik Heijblok (2009–2014) 1 (0)
- Chris Heil (1974–1977) 12 (0)
- Jeremy Helmer (2016–2022) 19 (1)
- Peter van der Hengst (1986, 1987–1988) 54 (5)
- Markus Henriksen (2012–2016) 145 (33)
- Neil Henry (1993–1994) 17 (0)
- Ferdino Hernandez (1998–2000) 43 (5)
- Arie Hersche (1967–1969) 74 (0)
- Danny Hesp (1995–1998) 45 (5)
- Ruud Heus (1982–1986, 1996–1997) 110 (5)
- Mees Hoedemakers (2018–2019) 1 (0)
- Wesley Hoedt (2013–2015) 24 (2)
- Wim Hofkens (1992–1993) 25 (1)
- Brett Holman (2008–2012) 92 (16)
- Marco Holster (1993–1996) 100 (19)
- Erik Homan (1999–2000) 1 (0)
- Adriaan Hoogesteger (1972–1976) 60 (11)
- Rik Hooijboer (1998–2000) 2 (1)
- Wim van der Horst (1976–1978) 4 (0)
- Hugo Hovenkamp (1975–1983) 304 (21)
- Max Huiberts (1996–2003) 136 (47)
- Patrick Huisman (1999–2002) 2 (0)
- Guus Hupperts (2014–2016) 64 (5)
- Stein Huysegems (2003–2006) 120 (24)
- Donny Huijsen (1995–1997) 20 (4)

## I
- Oussama Idrissi (2018–2020) 98 (37)
- Pius Ikedia (2005–2006) 14 (2)
- Silvan Inia (1991–1997) 171 (15)

## J
- Peter Jager (1985–1986) 1 (0)
- Wim de Jager (1967–1974) 179 (28)
- Alireza Jahanbakhsh (2015–2018) 114 (38)
- Joe Jakub (1986–1988) 49 (2)
- Kew Jaliens (2004–2010) 182 (9)
- Nico Jalink (1986–1988) 41 (6)
- Christy Janga (2003–2005) 2 (0)
- Vincent Janssen (2015–2016) 34 (27)
- Julian Jenner (2006–2008) 70 (8)
- Brian Jensen (1998–2000) 3 (0)
- Mattias Johansson (2012–2017) 175 (6)
- Aron Jóhannsson (2013–2015) 82 (37)
- Bjørn Johnsen (2018–2020) 26 (7)
- Fedde de Jong (2022-2023) 3 (1)
- Hennie de Jong (1968–1971) 39 (0)
- Joop de Jong (1966–1968) 7 (2)
- Jos Jonker (1980–1983) 125 (19)

## K
- Wim Kabel (1965–1975) 178 (4)
- Jesper Karlsson (2020–2023) 124 (46)
- Denso Kasius (2023–heden)
- Milos Kerkez (2022-2023) 57 (5)
- Jeroen Ketting (2001–2002) 1 (1)
- Piet Keur (1994–1996) 47 (18)
- Bert Kiewiet (1985–1986) 1 (0)
- Kees Kist (1972–1982, 1984–1986) 441 (259)
- Ragnar Klavan (2009–2012) 78 (0)
- Jacques Kleef (1968–1970) 27 (1)
- Gerrie Kleton (1985–1986) 29 (1)
- Milano Koenders (2007–2009) 25 (0)
- Danny Koevermans (2005–2007) 78 (41)
- Toni Kolehmainen (2007–2009) 1 (0)
- Hans de Koning (1978–1988) 157 (0)
- Victor Konwlo (1997–1998) 11 (1)
- Dick Kooijman (1994–1997) 56 (10)
- Werner Kooistra (1988–1993) 118 (0)
- Ruud Kool (1988–1991) 108 (8)
- Peer Koopmeiners (2021–heden)
- Teun Koopmeiners (2017–2021) 154 (43)
- Joris Kramer (2019–2022) 1 (0)
- Jan Kromkamp (2000–2005) 157 (7)
- Tom Krommendijk (1987–1988) 11 (5)
- Tim Krul (2017–2017) 22 (0)
- Hendrie Krüzen (1995–1997) 23 (6)
- Dave Kwakman (2023–heden)

## L
- Mayckel Lahdo (2022-heden)
- Thomas Lam (2012–2014) 11 (1)
- Michael Lamey (2002–2003) 14 (1)
- Rolf Landerl (1997–2000) 30 (3)
- Denny Landzaat (2003–2006) 106 (30)
- Arjen van Langen (2001–2002) 1 (0)
- Michel Langerak (1997–1999) 72 (38)
- Bart Latuheru (1995–1998) 52 (1)
- Urvin Lee (1999–2003) 89 (0)
- Ramon Leeuwin (2020–2021) 18 (0)
- Jeremain Lens (2005–2010) 55 (13)
- Sigi Lens (1985–1986) 36 (18)
- Timo Letschert (2020–2022) 29 (0)
- Alwin Leysner (1976–1979) 1 (0)
- Fernando Lewis (2011–2017) 20 (2)
- Jan Liberda (1969–1971) 51 (2)
- Barna Liebhaber (1969–1970) 2 (0)
- Jop van der Linden (2015–2018) 24 (4)
- Olaf Lindenbergh (1999–2005) 159 (6)
- Jerrel Linger (1992–1993) 8 (3)
- David Loggie (1983–1989, 1992–1993) 171 (75)
- Steef van Loon (1989–1990) 21 (0)
- Derrick Luckassen (2014–2017) 60 (5)
- Kevin Luckassen (2011–2013) 1 (0)
- Gijs Luirink (2006–2011) 25 (1)
- Kees Luijckx (2006–2010) 18 (0)

## M
- Eduard Maatman (1969–1970) 3 (0)
- Adam Maher (2010–2013, 2018–2019) 123 (24)
- Seiya Maikuma (2024-heden)
- Frank Man (1967–1975) 51 (0)
- Miel Mans (1999–2005) 85 (0)
- Dirk Marcellis (2010–2014) 127 (1)
- Maarten Martens (2006–2014) 223 (50)
- Bruno Martins Indi (2020–2025) 126 (5)
- Patrick Martis (1989–1990) 1 (0)
- Bert van Marwijk (1975–1978) 91 (23)
- Joris Mathijsen (2004–2007) 72 (5)
- Danny Mathijssen (2005–2007) 1 (0)
- Paul Matthijs (2000–2002) 36 (3)
- Haris Međunjanin (2004–2008) 31 (4)
- Richard van der Meer (1978–1985) 191 (4)
- Martijn Meerdink (2002–2007) 121 (24)
- Mexx Meerdink (2023-heden)
- Co Meijer (1972–1975) 44 (1)
- Rini de Meijer (1988–1989) 9 (1)
- Rob Meijster (1973–1977) 42 (8)
- David Mendes da Silva (2006–2010) 97 (13)
- Rizah Mešković (1976–1979) 85 (0)
- Ali Messaoud (2011–2013) 1 (0)
- John Metgod (1976–1982) 249 (37)
- Fredrik Midtsjø (2017–2022) 195 (7)
- Djordje Mihailovic (2023-2024) 36 (2)
- Ondřej Mihálik (2018–2020) 3 (0)
- Roy van der Mije (1994–1996) 19 (0)
- Sven Mijnans (2023-heden)
- Richard Min (1986–1988) 12 (0)
- Oscar Moens (1996–2003) 210 (0)
- Niklas Moisander (2008–2012) 111 (3)
- Hans Mol (1970–1977) 199 (7)
- David Møller Wolfe (2023-heden)
- Dick Molenaar (1967–1972) 54 (0)
- Joop Molendijk (1974–1975) 9 (2)
- Rogier Molhoek (2006–2008) 32 (1)
- Hans Mols (1973–1978) 2 (0)
- Héctor Moreno (2008–2011) 99 (7)
- Robert Mühren (2014–2017) 67 (19)
- Eef Mulders (1974–1975) 3 (0)
- Danny Muller (1993–1994) 6 (1)
- Kiki Musampa (2007) 5 (0)
- John Mutsaers (1994–2000) 177 (57)

## N
- Jan Nederburgh (1995–1998) 7 (0)
- Robin Nelisse (2000–2005) 186 (61)
- Gregory Nelson (2007–2008) 1 (0)
- Bart van Nieuwpoort (1978–1980) 3 (0)
- Bert Nijdam (1976–1978) 10 (0)
- Luc Nijholt (1987–1988) 9 (0)
- Arnold Nijkamp (2000–2002) 9 (0)
- Paul Nortan (1984–1988, 1995–1997) 98 (4)
- Kristen Nygaard (1972–1982) 363 (104)

## O
- Franz Oberacher (1981–1982) 32 (6)
- Mike Obiku (1998–1999) 14 (2)
- Jens Odgaard (2022-2024) 71 (14)
- Nick Olij (2014–2019) 1 (0)
- Regilio O'Niel (2000–2001) 1 (1)
- Tristan Ooms (1993–1995) 6 (0)
- Arnold Oosterveer (1986–1988) 69 (8)
- Thijs Oosting (2021–2022) 5 (1)
- Barry Opdam (1996–2008) 416 (19)
- Levi Opdam (2015–2018) 2 (0)
- Edo Ophof (1988–1989) 35 (8)
- Martin van Ophuizen (1988–1995) 202 (11)
- Celso Ortíz (2009–2016) 170 (5)
- Piet Ouderland (1967–1968) 30 (5)
- Thomas Ouwejan (2015–2020) 109 (3)
- Joris van Overeem (2013–2018) 117 (14)
- Willie Overtoom (2013–2014) 17 (1)
- Rome-Jayden Owusu-Oduro (2023-heden)

## P
- René Panhuis (1991–1995) 117 (4)
- Troy Parrott (2024-heden)
- Eric te Paske (1985–1987, 1990–1994) 115 (8)
- Fred Patrick (1984–1987) 80 (1)
- Vangelis Pavlidis (2021–2024) 137 (80)
- Graziano Pellè (2007–2011) 53 (14)
- Alexandre Penetra (2023-heden)
- Kenneth Pérez (1999–2006) 202 (59)
- Jan Peters (1977–1982) 178 (49)
- Sébastien Pocognoli (2007–2010) 81 (7)
- Ernest Poku (2021–heden)
- Bert van der Poppe (1983–1985) 49 (6)
- Edwin Post (1992–1993) 15 (1)
- Simon Poulsen (2008–2012) (2013–2015) 174 (9)
- Ton Pronk (1985–1986) 13 (0)

## R
- Jovan Racic (1968–1969) 2 (0)
- Adil Ramzi (2004–2007) 46 (2)
- Hans Reijnders (1978–1986) 184 (0)
- Tijjani Reijnders (2018–2023) 128 (13)
- Etiënne Reijnen (2011–2014) 43 (2)
- Juha Reini (2002–2006) 36 (1)
- Peter Ressel (1978–1979) 24 (5)
- Edward Reuser (1988–1991) 35 (2)
- Ray Richardson (1986–1987) 4 (0)
- Fernando Ricksen (1997–2000) 105 (12)
- Ben Rienstra (2015–2018) 74 (2)
- Henk van Rijnsoever (1974–1982) 194 (13)
- Bob van Rijssel (1963–1973) 206 (42)
- Ricardo van Rhijn (2017–2019) 33 (1)
- Reinier Robbemond (2001–2005) 61 (0)
- Sergio Rochet (2014–2017) 71 (0)
- Sergio Romero (2007–2011) 90 (0)
- Bram Rontberg (1989–1992) 62 (22)
- Rini van Roon (1991–1994) 89 (50)
- John Roos (1987–1991) 122 (15)
- Mikhail Rosheuvel (2012–2015) 37 (5)
- Henk de Rover (1971–1972) 1 (0)
- Dorin Rotariu (2018–2019) 10 (1)
- Marco Ruitenbeek (1991–1997) 172 (0)
- Mathew Ryan (2023-2024) 64 (0)

## S
- Ibrahim Sadiq (2023-heden)
- Dabney dos Santos (2014–2018) 119 (13)
- Eddy Schaafstra (1970–1974) 91 (20)
- Arno Schaap (2000–2001) 4 (0)
- Stijn Schaars (2005–2011) 129 (7)
- Frenk Schinkels (1983–1984) 19 (0)
- Zygmunt Schmidt (1970–1971) 69 (14)
- Dick Schouten (1967–1969) 58 (0)
- Lewis Schouten (2025–heden)
- Ronald Schouten (1988–1992) 36 (2)
- Gerrie Schouwenaar (1975–1976) 3 (0)
- Roger Schouwenaar (1978–1980) 39 (9)
- Nico Schröder (1965–1974) 35 (0)
- Tarik Sektioui (2004–2006) 68 (12)
- Mats Seuntjens (2016–2019) 110 (11)
- Kolbeinn Sigthórsson (2010–2011) 31 (15)
- Khalid Sinouh (2006–2007) 16 (0)
- Huub Smeets (1976–1977) 20 (2)
- Kees Smit (2024-heden)
- Mark Snijders (1989–1998) 167 (4)
- Kamal Sowah (2022-2022) 10 (0)
- Ronald Spelbos (1974–1982) 304 (12)
- Stijn Spierings (2015–2016) 2 (0)
- Finn Stam (2024-heden)
- Flip Stapper (1969–1974) 101 (2)
- Gijs Steinmann (1979–1985) 95 (8)
- Grétar Steinsson (2005–2008) 98 (9)
- Calvin Stengs (2016–2021) 113 (24)
- John Stevens (1988–1989) 2 (0)
- Ferry Stroes (1987–1993) 130 (2)
- Yukinari Sugawara (2019–2024) 198 (14)
- Anders Sundstrup (1982–1985) 15 (0)
- Ruud Suurendonk (1972–1976) 130 (8)
- Jonas Svensson (2017–2021) 152 (7)
- Gill Swerts (2008–2010) 44 (2)

## T
- Mohamed Taabouni (2019–2022) 3 (0)
- Ricky Talan (1978–1985) 95 (44)
- Mustafa Talha (1997–1998) 5 (0)
- Erik Tammer (1989–1990) 8 (4)
- Muamer Tanković (2014–2017) 58 (10)
- Gerard Tervoort (1976–1977) 3 (0)
- Rob Theuns (1973–1974) 12 (1)
- Henk Tijm (1958–1961, 1965–1969) 166 (6)
- Siem Tijm (1960–1963, 1965–1972) 245 (73)
- Roelf-Jan Tiktak (1982–1985, 1986–1990) 135 (22)
- Guus Til (2016–2019) 96 (28)
- Henk Timmer (2000–2006) 167 (0)
- Ole Tobiasen (2002) 15 (1)
- Pier Tol (1978–1988) 294 (108)
- Eddy Treijtel (1979–1985) 211 (0)
- Remco Tuinenburg (1994–1995) 8 (0)
- Dennis den Turk (1988–1999) 336 (51)
- Roel Turkenburg (1985–1987) 1 (0)
- Dick Twisk (1967–1975) 170 (18)

## U
- Loek Ursem (1975–1979) 46 (8)

## V
- Achille Vaarnold (2015–2016) 2 (0)
- Zinho Vanheusden (2022-2023) 8 (0)
- Jan van Veen (1967–1972) 172 (9)
- Marcel Veerman (1989–1990) 23 (2)
- Marko Vejinović (2007–2009, 2017–2019) 17 (4)
- Nick van der Velden (2008–2011) 35 (2)
- Tijs Velthuis (2020–2023) 1 (0)
- Roberto Verhagen (1995–1997) 47 (2)
- Jan Verheijen (1977–1978) 19 (2)
- Hobie Verhulst (2020–heden)
- Chris Verkaik (1990–1992) 16 (0)
- Marc Verroen (1988–1989) 38 (17)
- Nick Viergever (2010–2014) 110 (5)
- Peter Vindahl Jensen (2021–2023) 48 (0)
- Milco Vinke (1991–1992) 3 (0)
- Hans Visser (1986–1989) 66 (14)
- Jan Visser (1960–1971) 242 (8)
- Jelle Visser (1990–1991) 38 (12)
- Jan de Visser (1988–1991) 96 (1)
- Ron Vlaar (2004–2006, 2015–2021) 136 (6)
- Joost Volmer (2002–2004) 7 (0)
- Michel Vonk (1986–1990) 118 (9)
- Theo Vonk (1967–1978) 306 (11)
- Gerrit Vooys (1969–1980) 264 (0)
- Edwin Vork (1990–1994) 101 (22)
- Ruud Vormer (2006–2008) 21 (0)
- Bobby Vosmaer (1974–1978) 76 (13)
- Gerard Vredenburg (1966–1975) 239 (50)
- Cees de Vries (1973–1976) 85 (3)
- Piet Vuil (1971–1973) 5 (1)

## W
- Fred de Waard (1991–1992) 1 (0)
- Raymond de Waard (2001) 4 (0)
- Peter van der Waart (1981–1983) 5 (1)
- Boy Waterman (2006–2008) 52 (0)
- Ronald Waterreus (2006–2007) 6 (0)
- Alex Weeling (1994–1996, 1997–1998) 8 (0)
- Robert van der Weert (1997–2000) 69 (26)
- Wout Weghorst (2016–2018) 86 (45)
- Henri Weigelt (2018–2020) 1 (0)
- Ronald Weijsters (1978–1984) 74 (2)
- Kurt Welzl (1978–1981) 84 (49)
- Pontus Wernbloom (2009–2012) 46 (5)
- Robert van Westerop (1999–2001) 1 (0)
- Hassie van Wijk (1968–1971) 37 (1)
- Peter Wijker (1993–2004) 368 (21)
- Giliano Wijnaldum (2011–2013) 20 (0)
- Owen Wijndal (2017–2022) 142 (4)
- Joop Wildbret (1973–1976) 100 (3)
- Marc de Wilde (1988–1990) 3 (0)
- Yves De Winter (2012–2015) 1 (0)
- Arjan Wisse (2003–2005) 6 (1)
- Dani de Wit (2019–2024) 188 (46)
- Mees de Wit (2022-heden)
- Aslak Witry (2021–2022) 47 (1)
- Sem Wokke (1973–1976) 34 (8)
- Jannes Wolters (2000–2003) 35 (1)
- Hans van der Woude (1997–2000, 2003–2004) 15 (0)
- Marcel van der Woude (1968–1974) 28 (0)
- Stijn Wuytens (2016–2020) 143 (6)
- Jan Wuytens (2013–2016) 33 (0)

## Z
- Lequincio Zeefuik (2024-heden)
- Demy de Zeeuw (2005–2009) 119 (15)
- Sieme Zijm (1995–1997) 17 (1)
- Jeroen Zoet (2024-heden)
- Henk Zoetendal (1972–1973) 11 (1)
- Tom Zoontjes (2003–2005) 1 (0)
- Fokke Zwart (1982–1983) 16 (3)
- Theo Zwarthoed (2001–2006) 20 (0)

Bronnen:
AZ, beeld van een club. ISBN 9789075312072
Transfermarkt.de
AZ.nl